# Lisów (stacja kolejowa)
Lisów – stacja kolejowa w Lisowie, na linii nr 61. Obecnie zatrzymują się tu tylko pociągi osobowe spółki Koleje Śląskie. Istnieje budynek dworca, brak natomiast kas biletowych.

## Ruch pasażerski
| Rok  | Wymiana pasażerska na dobę |
| ---- | -------------------------- |
| 2017 | 0-9                        |
| 2022 | 20-49                      |